# Pole biwakowe

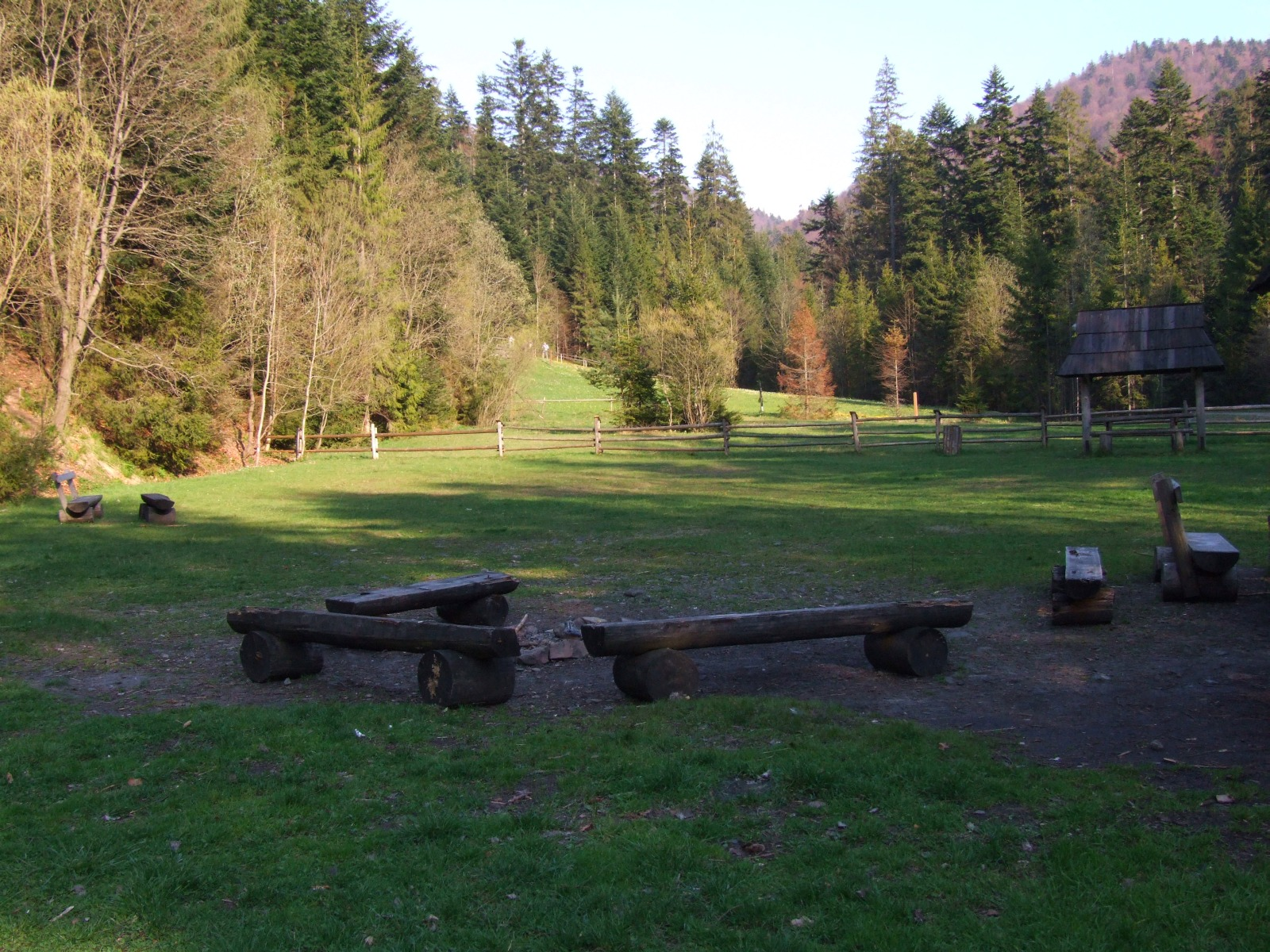
Oberówka (woj. małopolskie)

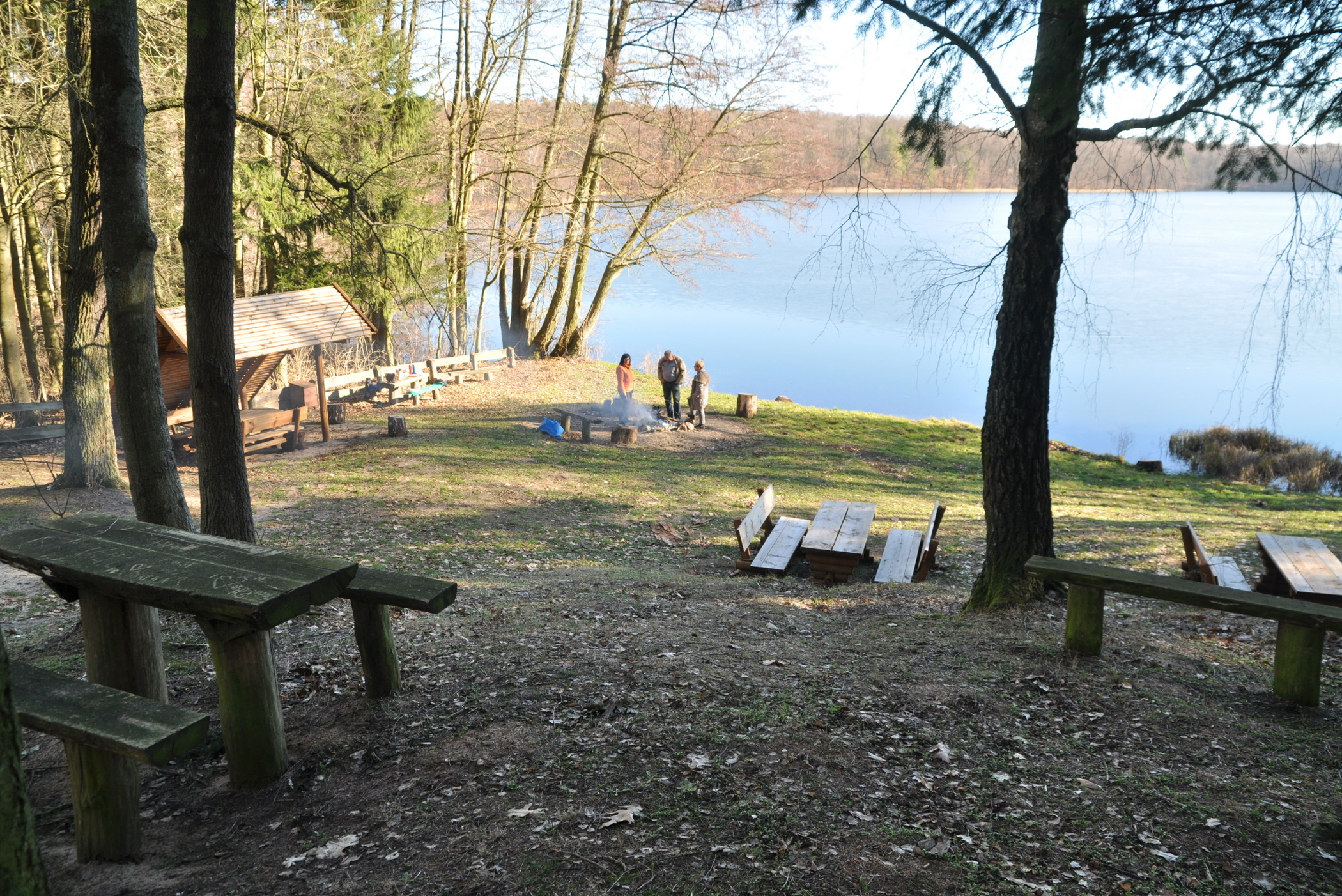
Jezioro Sitno Moczydelskie (woj. zachodniopomorskie)

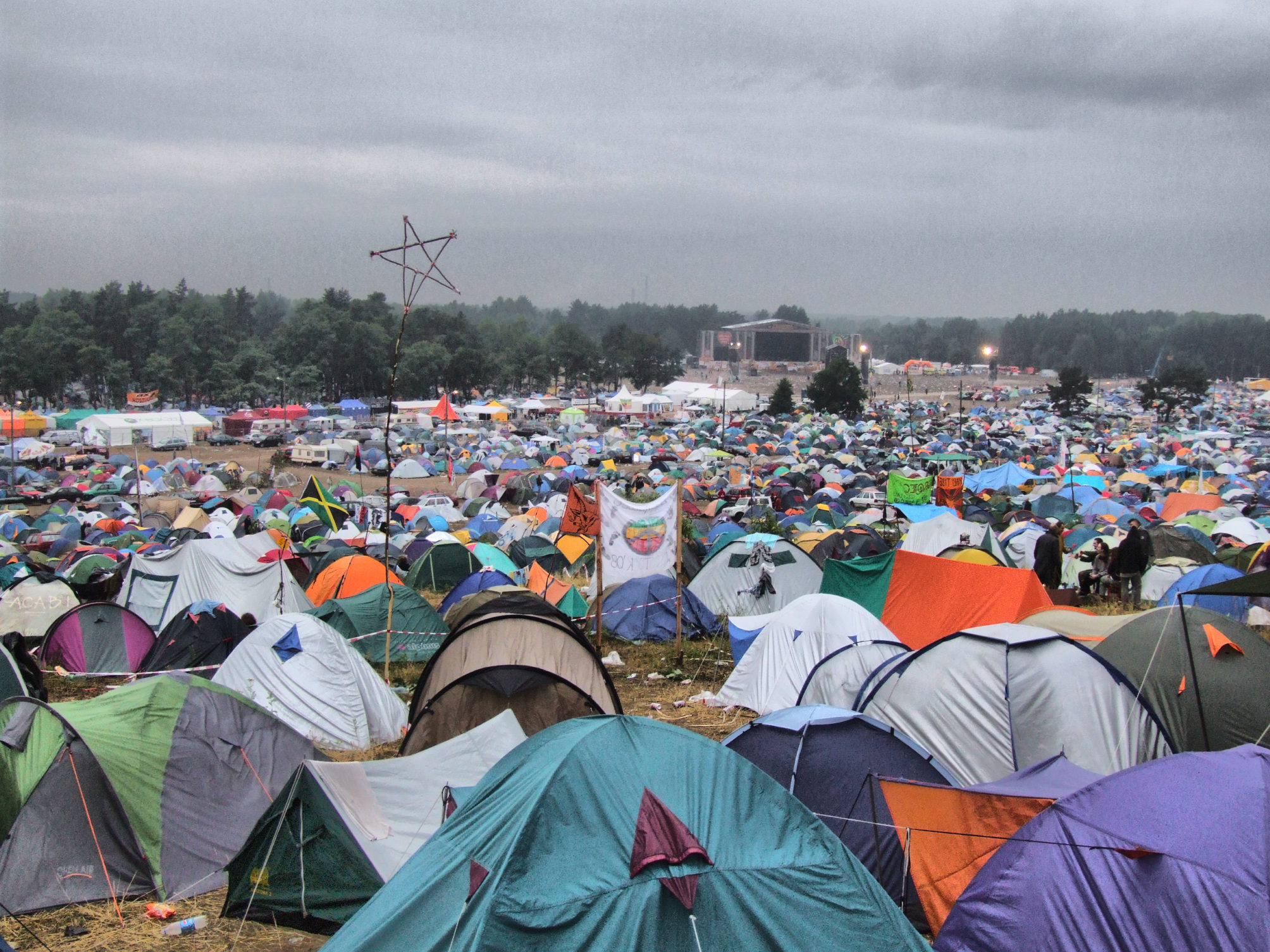
Pole namiotowe na Przystanku Woodstock (woj. lubuskie)

Pole biwakowe (pole namiotowe) – w Polsce i Skandynawii miejsce czasami ogrodzone, umożliwiające nocleg w namiocie, które nie jest strzeżone. Na polu biwakowym znajdują się punkty poboru wody pitnej, podstawowe urządzenia sanitarne i tereny rekreacyjne. Pola biwakowe zapewniają m.in. zbiorową umywalnię i szalety. Najczęściej znajdują się przy wodnych i pieszych szlakach turystycznych.
Z pól biwakowych korzysta się głównie w miesiącach letnich. W pierwszym kwartale 2023 roku - miesiącach zimnych, z pól biwakowych na 7 milionów turystów tylko niespełna 3 tysiące zdecydowało się wybrać ofertę kempingów i pól biwakowych.
Według danych GUS-u w 2008 roku w Polsce było 232 pól biwakowych. W ciągu całego 2008 ze wszystkich pól biwakowych w Polsce, skorzystało 98 382 osób, z czego 9,2% stanowili turyści zagraniczni. Połowa wszystkich turystów korzystała z pól biwakowych w sierpniu.
| Rok  | Liczba pól biwakowych |
| ---- | --------------------- |
| 1980 | 458                   |
| 1985 | 442                   |
| 1990 | 390                   |
| 2000 | 339                   |
| 2006 | 247                   |
| 2007 | 239                   |
| 2008 | 232                   |

| Województwo              | Liczba pól biwakowych |
| ------------------------ | --------------------- |
| woj. dolnośląskie        | 5                     |
| woj. kujawsko-pomorskie  | 16                    |
| woj. lubelskie           | 5                     |
| woj. lubuskie            | 29                    |
| woj. łódzkie             | 4                     |
| woj. małopolskie         | 12                    |
| woj. mazowieckie         | 4                     |
| woj. opolskie            | —                     |
| woj. podkarpackie        | 18                    |
| woj. podlaskie           | 11                    |
| woj. pomorskie           | 33                    |
| woj. śląskie             | 13                    |
| woj. świętokrzyskie      | —                     |
| woj. warmińsko-mazurskie | 21                    |
| woj. wielkopolskie       | 21                    |
| woj. zachodniopomorskie  | 40                    |